# Rugby union na Igrzyskach Azjatyckich 2006
Turniej rugby union na Igrzyskach Azjatyckich 2006 odbył się w dniach 10–11 grudnia 2006 roku w stolicy Kataru – Dosze. Areną zawodów był Grand Hamad Stadium.
Początkowo ogłoszono, że turniej kwalifikacyjny do tych zawodów odbędzie się na Sri Lance w dniach 9–11 września 2005 roku, pod koniec sierpnia odwołano zaś tę decyzję argumentując to faktem, że jest to satelicki turniej IRB nie podlegający azjatyckim władzom. Pogłoski mówiące o tym, iż na igrzyskach azjatyckich prócz gospodarzy wystąpią jedynie zaproszone zespoły okazały się prawdą, gdy ARFU opublikował taką listę jedno miejsce pozostawiając dla zwycięzcy dodatkowego turnieju eliminacyjnego. Odbył się on na Hong Kong Football Club Stadium z udziałem czterech zespołów rywalizujących w pierwszej fazie systemem kołowym o dwa czołowe miejsca premiowane awansem do finału, w którym zwyciężyli gospodarze.
Rugby union w programie tych zawodów pojawiło się po raz trzeci. Rywalizacja odbyła się jednak jedynie w odmianie siedmioosobowej, turniej drużyn piętnastoosobowych został bowiem od tej edycji wykreślony z programu igrzysk azjatyckich. Dziewięć reprezentacji rywalizujących na zmodernizowanym do 13 000 miejsc stadionie zostało podzielonych na trzy grupy po trzy zespoły – do półfinału awansowali zwycięzcy grup oraz jeden z zespołów z drugich miejsc z najlepszym bilansem. Pozostałe dwie z nich rozegrały mecz o piąte miejsce, natomiast drużyny, które zajęły trzecie miejsca w grupach walczyły o siódme miejsce.
Złoty medal zdobyła Japonia w finale pokonując 27:26 dwukrotnych triumfatorów tych zawodów, Koreę Południową, zaś w meczu o brąz Chińczycy pokonali Chińskie Tajpej 19:12.

## Podsumowanie

### Klasyfikacja medalowa
| Klasyfikacja medalowa | Klasyfikacja medalowa | Klasyfikacja medalowa | Klasyfikacja medalowa | Klasyfikacja medalowa | Klasyfikacja medalowa |
| Miejsce               | Reprezentacja         | Złoto                 | Srebro                | Brąz                  | Razem                 |
| --------------------- | --------------------- | --------------------- | --------------------- | --------------------- | --------------------- |
| 1                     | Japonia               | 1                     | 0                     | 0                     | 1                     |
| 2                     | Korea Południowa      | 0                     | 1                     | 0                     | 1                     |
| 3                     | Chiny                 | 0                     | 0                     | 1                     | 1                     |
| Razem                 | Razem                 | 1                     | 1                     | 1                     | 3                     |

### Medaliści
| Konkurencja | 1. miejsce | 2. miejsce       | 3. miejsce |
| ----------- | ---------- | ---------------- | ---------- |
| Rugby 7     | Japonia    | Korea Południowa | Chiny      |

## Kwalifikacje

### Mecze
| 4 lutego 200613:30 | Hongkong | 29:0 | Singapur | Hong Kong Football Club Stadium, Hongkong |
| 4 lutego 200613:30 |          | 29:0 |          | Hong Kong Football Club Stadium, Hongkong |

| 4 lutego 200613:50 | Kazachstan | 5:10 | Malezja | Hong Kong Football Club Stadium, Hongkong |
| 4 lutego 200613:50 |            | 5:10 |         | Hong Kong Football Club Stadium, Hongkong |

| 4 lutego 200615:00 | Hongkong | 31:0 | Kazachstan | Hong Kong Football Club Stadium, Hongkong |
| 4 lutego 200615:00 |          | 31:0 |            | Hong Kong Football Club Stadium, Hongkong |

| 4 lutego 200615:20 | Singapur | 7:31 | Malezja | Hong Kong Football Club Stadium, Hongkong |
| 4 lutego 200615:20 |          | 7:31 |         | Hong Kong Football Club Stadium, Hongkong |

| 4 lutego 200616:30 | Malezja | 0:24 | Hongkong | Hong Kong Football Club Stadium, Hongkong |
| 4 lutego 200616:30 |         | 0:24 |          | Hong Kong Football Club Stadium, Hongkong |

| 4 lutego 200616:50 | Singapur | 7:38 | Kazachstan | Hong Kong Football Club Stadium, Hongkong |
| 4 lutego 200616:50 |          | 7:38 |            | Hong Kong Football Club Stadium, Hongkong |

### Finał
| 4 lutego 200618:20 | Hongkong | 50:14 | Malezja | Hong Kong Football Club Stadium, Hongkong |
| 4 lutego 200618:20 |          | 50:14 |         | Hong Kong Football Club Stadium, Hongkong |

## Faza grupowa

### Grupa A
| 10 grudnia 200617:00 | Korea Południowa | 21:7 | Hongkong | Grand Hamad Stadium, Doha |
| 10 grudnia 200617:00 |                  | 21:7 |          | Grand Hamad Stadium, Doha |

| 10 grudnia 200618:45 | Tajlandia | 21:26 | Hongkong | Grand Hamad Stadium, Doha |
| 10 grudnia 200618:45 |           | 21:26 |          | Grand Hamad Stadium, Doha |

| 10 grudnia 200620:30 | Korea Południowa | 42:0 | Tajlandia | Grand Hamad Stadium, Doha |
| 10 grudnia 200620:30 |                  | 42:0 |           | Grand Hamad Stadium, Doha |

### Grupa B
| 10 grudnia 200617:30 | Chiny | 41:0 | Indie | Grand Hamad Stadium, Doha |
| 10 grudnia 200617:30 |       | 41:0 |       | Grand Hamad Stadium, Doha |

| 10 grudnia 200619:15 | Sri Lanka | 48:0 | Indie | Grand Hamad Stadium, Doha |
| 10 grudnia 200619:15 |           | 48:0 |       | Grand Hamad Stadium, Doha |

| 10 grudnia 200621:00 | Chiny | 31:5 | Sri Lanka | Grand Hamad Stadium, Doha |
| 10 grudnia 200621:00 |       | 31:5 |           | Grand Hamad Stadium, Doha |

### Grupa C
| 10 grudnia 200618:00 | Chińskie Tajpej | 82:0 | Katar | Grand Hamad Stadium, Doha |
| 10 grudnia 200618:00 |                 | 82:0 |       | Grand Hamad Stadium, Doha |

| 10 grudnia 200619:45 | Japonia | 58:0 | Katar | Grand Hamad Stadium, Doha |
| 10 grudnia 200619:45 |         | 58:0 |       | Grand Hamad Stadium, Doha |

| 10 grudnia 200621:30 | Chińskie Tajpej | 7:24 | Japonia | Grand Hamad Stadium, Doha |
| 10 grudnia 200621:30 |                 | 7:24 |         | Grand Hamad Stadium, Doha |

## Faza pucharowa
|  |                  |                  |                  |                   |    |         |         |       |
|  | Półfinały        | Półfinały        | Półfinały        |                   |    | Finał   | Finał   | Finał |
|  | Półfinały        | Półfinały        | Półfinały        |                   |    | Finał   | Finał   | Finał |
|  | 11 grudnia 17:30 |                  |                  |                   |    |         |         |       |
|  |                  |                  |                  |                   |    |         |         |       |
|  | Japonia          | Japonia          | 22               |                   |    |         |         |       |
|  | Japonia          | Japonia          | 22               | 11 grudnia 20:30  |    |         |         |       |
|  | Chińskie Tajpej  | Chińskie Tajpej  | 7                |                   |    |         |         |       |
|  | Chińskie Tajpej  | Chińskie Tajpej  | 7                |                   |    | Japonia | Japonia | 27    |
|  | 11 grudnia 18:00 |                  |                  |                   |    | Japonia | Japonia | 27    |
|  |                  |                  | Korea Południowa | Korea Południowa  | 26 |         |         |       |
|  | Chiny            | Chiny            | Korea Południowa | Korea Południowa  | 26 | 5       |         |       |
|  | Chiny            | Chiny            |                  |                   |    |         |         |       |
|  | Korea Południowa | Korea Południowa | 19               |                   |    |         |         |       |
|  | Korea Południowa | Korea Południowa | 19               | Mecz o 3. miejsce |    |         |         |       |
|  |                  |                  |                  |                   |    |         |         |       |
|  | 11 grudnia 20:00 |                  |                  |                   |    |         |         |       |
|  |                  |                  |                  |                   |    |         |         |       |
|  | Chińskie Tajpej  | Chińskie Tajpej  | 12               |                   |    |         |         |       |
|  | Chińskie Tajpej  | Chińskie Tajpej  | 12               |                   |    |         |         |       |
|  | Chiny            | Chiny            | 19               |                   |    |         |         |       |
|  | Chiny            | Chiny            | 19               |                   |    |         |         |       |

|  | Mecz o 5. miejsce |    |
|  |                   |    |
|  | Sri Lanka         | 5  |
|  | Hongkong          | 35 |

|  |                     |                     |                     |           |    |                   |                   |                   |
|  | Mecze o miejsca 7–9 | Mecze o miejsca 7–9 | Mecze o miejsca 7–9 |           |    | Mecz o 7. miejsce | Mecz o 7. miejsce | Mecz o 7. miejsce |
|  | Mecze o miejsca 7–9 | Mecze o miejsca 7–9 | Mecze o miejsca 7–9 |           |    | Mecz o 7. miejsce | Mecz o 7. miejsce | Mecz o 7. miejsce |
|  | 11 grudnia          |                     |                     |           |    |                   |                   |                   |
|  |                     |                     |                     |           |    |                   |                   |                   |
|  | Tajlandia           |                     |                     |           |    |                   |                   |                   |
|  |                     |                     | 11 grudnia 19:00    |           |    |                   |                   |                   |
|  | wolny los           |                     |                     |           |    |                   |                   |                   |
|  |                     |                     | Tajlandia           | Tajlandia | 29 |                   |                   |                   |
|  | 11 grudnia 17:00    |                     | Tajlandia           | Tajlandia | 29 |                   |                   |                   |
|  |                     |                     | Indie               | Indie     | 0  |                   |                   |                   |
|  | Indie               | Indie               | Indie               | Indie     | 0  | 17                |                   |                   |
|  | Indie               | Indie               |                     |           |    |                   |                   |                   |
|  | Katar               | Katar               | 5                   |           |    |                   |                   |                   |
|  | Katar               | Katar               | 5                   |           |    |                   |                   |                   |

## Klasyfikacja końcowa
| Miejsce | Reprezentacja    |
| ------- | ---------------- |
| Złoto   | Japonia          |
| Srebro  | Korea Południowa |
| Brąz    | Chiny            |
| 4       | Chińskie Tajpej  |
| 5       | Hongkong         |
| 6       | Sri Lanka        |
| 7       | Tajlandia        |
| 8       | Indie            |
| 9       | Katar            |